# آی‌اچ‌آی
آی‌اِچ‌آی (به ژاپنی: 株式会社) با نام پیشین شرکت صنایع سنگین ایشیکاواجیما-هاریما (به ژاپنی: 石川島播磨重工業株式会社) شرکت صنایع سنگین ژاپنی است، که در زمینه طراحی، توسعهٔ فناوری و ساخت انواع شناور، کشتی جنگی، ناوشکن، نبردناو، موتورهای جت، موتورهای گازی، موتورهای دیزل پیشران دریایی، توربین گاز، توربوشارژر، تجهیزات نیروگاهی، سامانه‌های راه‌آهن، بویلرها، پل‌های معلق، سازه‌های فولادی، دستگاه‌های حفاری تونل، جرثقیل، کمپرسور، قطعات خودرو، سپراتور، ماشین‌آلات کشاورزی، تجهیزات و ماشین‌آلات صنایع سلولزی، کاغذسازی و فولادسازی فعالیت می‌نماید. 
آی‌ایچ‌آی در سال ۱۸۵۳ راه‌اندازی شد. از تولیدات این شرکت می‌توان به: ناوشکن کلاس تاکانامی، ناوشکن کلاس کنگو، جی‌دی‌اس چوکای (دی‌دی‌جی-۱۷۶)، ناوشکن کلاس شیران، ناوشکن کلاس هاتسویوکی، ناوشکن کلاس اساگری، ناوشکن کلاس هارونا و ناوشکن کلاس مورسام اشاره نمود.
دفتر مرکزی این شرکت در شهر کوتو، توکیو، ژاپن قرار دارد و سهام آن در بازار بورس توکیو معامله می‌شود. بزرگترین سهام‌داران آی‌ایچ‌آی عبارتند از: توشیبا (۳٫۷۷٪)، میزوهو بانک (۲٫۹۷٪) و نیپون لایف (۱٫۶۲٪).
این شرکت در کنار صنایع‌سنگین کاوازاکی، صنایع سنگین میتسوبیشی و دو شرکت دیگر، یکی از آن پنج شرکت بزرگ ژاپنی طرف قرارداد، برای ساخت موتور و قطعات هواپیمای بوئینگ ۷۷۷ ایکس بوده‌است.